# 蕭九成 (嘉靖進士)
蕭九成（1523年—？），字汝和，號南溪，又號儀庭，直隸興州後屯衛（治所在順天府通州三河县）軍籍，江西廬陵縣人，明朝官员。

## 生平
三河县學生。嘉靖三十一年（1552年）壬子科順天府鄉試第八十七名舉人。嘉靖三十二年（1553年）聯捷癸丑科會試第一百六十七名，三甲第二百二十八名進士。都察院观政，授行人，升工部主事、员外郎、四川佥事。隆慶元年（1567年）三月巡按四川御史李廷龙弹劾其贪濫不職，被降调。后升南京兵部武库司郎中，四年（1570年）七月两浙巡盐御史吴从宪劾奏萧九成前为两浙运副時贪肆不职，诏下巡按御史提问。
萬曆初任大理寺右评事，萬曆二年（1574年）正月，升雲南佥事。萬曆三年（1575年）九月，以罪囚脱狱，夺俸三月。调四川佥事。萬曆九年（1581年）八月，升湖广右参议。萬曆十年（1582年）十一月，被巡按湖广御史钱岱以罢软弹劾去职。

## 家族
曾祖蕭昇；祖父蕭銳，府通判；父蕭進，母孫氏。弟蕭九峯（同科进士）、九錫（生员）、九思、九叙、九皋、九官（生员）。